# Можаровський Андрій Сергійович
Андрій Сергійович Можаровський (нар. 25 липня 1994) — російський та український футболіст, півзахисник клубу «Луки-Енергія».

## Життєпис
Вихованець харківського футболу, футбольну кар'єру розпочинав в «Арсеналі» та «УФК-Олімпік». У 2009 році виступав на юнацькому рівні за маріупольський «Азовсталь». У 2010 році перейшов до молодіжної академії запорізького «Металурга». У дорослому футболі дебютував 17 квітня 2012 року в переможному (2:1) виїзному поєдинку 19-о туру Другої ліги групи Б проти «Севастополя-2». Андрій вийшов на поле на 87-й хвилині, замінивши Дмитра Галинського. У складі друголігового фарм-клубу козаків зіграв 5 матчів. Потім був переведений до першої команди «Металурга», але через високу конкуренцію в першій команді «Металурга» виступав за «козаків» лише в першості дублерів, в якій відіграв 53 матчі та відзначився 7-а голами. У 2015 році виїхав до Литви, де підписав контракт з першоліговим клубом «Таурас», за який відіграв 17 матчів та відзначився 2-а голами.
По ходу сезону 2015 року перейшов до молодіжного складу калінінградської «Балтики», але пробитися до першої команди калінінградців не зумів. У 2016 році перейшов до аматорського клубу «Луки-Енергія», якому допоміг посісти 3-тє місце в ЛФЛ та вибороти путівку до Другого дивізіону російського чемпіонату. Дебютував за команду з Великих Луків 1 вересня 2017 року в програному (0:1) виїзному поєдинку 7-о туру Другого дивізіону зони «Захід» проти ФК «Коломни». Можаровський вийшов на поле на 75-й хвилині, замінивши Миколу Райченка.